# Synchronisme
Le synchronisme désigne le caractère de ce qui se passe en même temps, à la même vitesse. L'adjectif synchrone définit deux processus qui se déroulent de manière synchronisée. Il s'oppose à asynchrone.
- Il est particulièrement important dans les domaines de l'électrotechnique et de l'électronique. En électrotechnique une machine synchrone tourne à une vitesse angulaire dépendante de celle du réseau électrique. En télécommunications, la synchronisation est indispensable au multiplexage. En télévision, le signal de sychronisation transporte les impulsions de début d'image, de trame et de ligne. En électronique numérique, la transmission de données peut être synchrone quand elle se réfère à un signal d'horloge commun.
- En informatique, les systèmes sont fréquemment fondés sur ce principe, qui permet des transferts d'information fiables, que ce soit au niveau des réseaux ou au niveau du processeur. Du point de vue du programmeur, une méthode est synchrone si elle attend une réponse avant de retourner la sienne.
- En histoire, le synchronisme retrace la simultanéité des événements dans un cadre déterminé (pays, continent, monde) sans que ces évènements soient obligatoirement dépendants directement les uns des autres.
- Dans le domaine du doublage, le synchronisme consiste à caler sur les mouvements des lèvres des acteurs originaux le texte doublé.